# 朱繡 (清朝)
朱繡（?—?），陝西鳳翔縣人，清朝官員。

## 生平
康熙二十四年（1685年）乙丑科進士。曾任福建仙遊縣知縣。康熙三十四年（1695年）調任臺灣府鳳山縣知縣。三十八年（1699年）因丁憂去職。